# Brad Booker
Brad Booker (Springfield, 27 novembre 1971) è un animatore, effettista e produttore cinematografico statunitense.

## Biografia
Brad Booker ha esordito nel 1998, lavorando come effettista a La spada magica - Alla ricerca di Camelot. Nel 2014 ha prodotto il film Il libro della vita di Jorge R. Gutierrez, mentre nel 2021 Steve - Un mostro a tutto ritmo di Hamish Grieve. Nello stesso anno ha fondato con Dave Mullins la casa di produzione ElectroLeague. Nel 2024 ha vinto il Premio Oscar al miglior cortometraggio d'animazione per War Is Over! Inspired by the Music of John & Yoko.

## Filmografia

### Produttore

#### Cinema
- Il libro della vita (The Book of Life), regia di Jorge R. Gutierrez (2014)
- Steve - Un mostro a tutto ritmo (Rumble), regia di Hamish Grieve (2021)

#### Cortometraggi
- War Is Over! Inspired by the Music of John & Yoko, regia di Dave Mullins (2023)

### Animatore
- Stuart Little - Un topolino in gamba (Stuart Little), regia di Rob Minkoff (1999)
- Osmosis Jones, regia di Peter e Bobby Farrelly, Tom Sito e Piet Kroon (2001)
- Spider-Man, regia di Sam Raimi (2002)

### Effettista

#### Cinema
- La spada magica - Alla ricerca di Camelot (Quest for Camelot), regia di Frederik Du Chau (1998)
- Il gigante di ferro (The Iron Giant), regia di Brad Bird (1999)
- Il Signore degli Anelli - Le due torri (The Lord of the Rings: The Two Towers), regia di Peter Jackson (2002)

#### Cortometraggi
- Apple Jack, regia di Mark Whiting (2003)

### Attore
- Il libro della vita (The Book of Life), regia di Jorge R. Gutierrez (2014)

## Premi e riconoscimenti
- Premio Oscar
  - 2024 - Miglior cortometraggio d'animazione per War Is Over! Inspired by the Music of John & Yoko